# Roberto Vásquez (Boxer)
Roberto Vásquez (* 26. Mai 1983 in Panama-Stadt, Panama) ist ein panamaischer Boxer im Halbfliegengewicht. 

## Profikarriere
Im Jahre 2001 begann er seine Profikarriere. Am 29. April 2005 boxte er gegen Beibis Mendoza um den Weltmeistertitel des Verbandes WBA und siegte durch K. o. Diesen Gürtel verteidigte er insgesamt zweimal und hielt ihn bis zum darauffolgenden Jahr.